# Perdita erythropyga
Perdita erythropyga là một loài Hymenoptera trong họ Andrenidae. Loài này được Timberlake mô tả khoa học năm 1962.